# NGC 6948
NGC 6948 est une vaste galaxie spirale située dans la constellation de l'Indien. Sa vitesse par rapport au fond diffus cosmologique est de 3 106 ± 14 km/s, ce qui correspond à une distance de Hubble de 45,8 ± 3,2 Mpc (∼149 millions d'al). NGC 6948 a été découverte par l'astronome britannique John Herschel en 1835.
La classe de luminosité de NGC 6948 est I et elle présente une large raie HI.
À ce jour, neuf mesures non basées sur le décalage vers le rouge (redshift) donnent une distance de 70,067 ± 19,491 Mpc (∼229 millions d'al), ce qui est à l'extérieur des valeurs de la distance de Hubble. Notons que c'est avec la valeur moyenne des mesures indépendantes, lorsqu'elles existent, que la base de données NASA/IPAC calcule le diamètre d'une galaxie et qu'en conséquence le diamètre de NGC 6948 pourrait être d'environ 45,6 kpc (∼149 000 al) si on utilisait la distance de Hubble pour le calculer.